# Karsun
Karsun (russisch Карсу́н) ist eine Siedlung städtischen Typs und ehemalige Stadt in der Oblast Uljanowsk in Russland mit 7748 Einwohnern (Stand 14. Oktober 2010).

## Geographie
Der Ort liegt etwa 90 km Luftlinie westlich des Oblastverwaltungszentrums Uljanowsk. Er befindet sich an der Mündung des linken Zuflusses Karsunka in den rechten Sura-Nebenfluss Barysch.
Karsun ist Verwaltungszentrum des Rajons Karsunski sowie Sitz der Stadtgemeinde Karsunskoje gorodskoje posselenije. Zur Gemeinde gehören neben der Siedlung die im Umkreis von bis zu 15 km liegenden Dörfer Bolschoje Stanitschnoje, Krasnopolka, Malaja Ust-Urenka, Maloje Stanitschnoje, Peski und Tawolschanka sowie die Siedlungen Borok, Lugowoi und Possjolok Tschulotschno-nossotschnoi fabriki (wörtlich „Siedlung der Strumpf- und Sockenfabrik“) gehören.

## Geschichte
Als Gründungsjahr des Ortes gilt 1647, als dort eine Befestigung im Verlauf der Simbirsk-Karsuner Verhaulinie errichtet wurde, offensichtlich nach einer bereits zuvor in der Nähe existierenden Ansiedlung benannt. Die Befestigung verlor aber schon bald ihre militärische Bedeutung, da sich die Grenze des Reiches in südöstlicher Richtung verlagerte.
1780 erhielt Karsun die Stadtrechte als Verwaltungssitz des gleichnamigen Ujesds des Gouvernements Simbirsk. Zum Teil war bis in das 20. Jahrhundert auch die Schreibweise Korsun üblich.
1925 verlor Karsun die Stadtrechte und galt wieder als Dorf, wurde aber 1928 Verwaltungssitz eines neu geschaffenen, nach ihm benannten Rajons. Im Januar 1943 erhielt der Ort den Status einer Siedlung städtischen Typs.

### Bevölkerungsentwicklung
| Jahr | Einwohner |
| ---- | --------- |
| 1897 | 3805      |
| 1939 | 5955      |
| 1959 | 7564      |
| 1970 | 8464      |
| 1979 | 7341      |
| 1989 | 7936      |
| 2002 | 8200      |
| 2010 | 7748      |

Anmerkung: Volkszählungsdaten

## Verkehr
In Karsun kreuzen sich die Regionalstraßen 73K-1430, die an der etwa 20 km nordöstlich vorbeiführenden föderalen Fernstraße R178 Saransk – Uljanowsk beginnt und weiter in die knapp 60 km südwestlich gelegene Kleinstadt Insa verläuft, sowie 73K-1431, die 20 km nördlich ebenfalls an der R178 beginnt und weiter über das 20 km entfernte benachbarte Rajonzentrum Weschkaima nach Süden führt. In Weschkaima befindet sich an der Strecke Insa – Uljanowsk die nächstgelegene Bahnstation.

## Söhne und Töchter der Stadt
- Dmitri Gussew (1894–1957), Generaloberst
- Wera Wetschewa (1927–2020), Holzverarbeitungsingenieurin und Hochschullehrerin